# Pierre Deschamps
Pierre Deschamps (Neuilly-sur-Seine, 25 ottobre 1856 – Parigi, 12 ottobre 1923) è stato un diplomatico e golfista francese.

## Biografia
Deschamps studiò giurisprudenza ed in seguito iniziò la sua carriera diplomatica. Il suo mestiere lo portò a viaggiare in diverse parti del mondo, tra le quali Atene, San Pietroburgo e gli Stati Uniti. Nel Nord America, in particolare, nacque la sua passione per il golf. Partecipò ai Giochi olimpici del 1900 di Parigi nel torneo golfistico maschile, dove arrivò decimo. Dopo questo torneo organizzò diversi tornei di golf in Francia e nel 1911 pubblicò, con Arnaud Massy, uno dei primi professionisti del golf francese, il libro Le Golf.
Morì nel 1923 per una congestione polmonare.